# Poladi-stadion

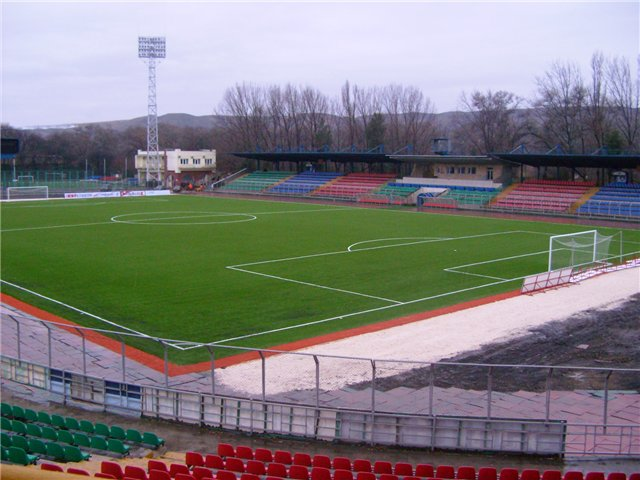
Poladi-stadion i Rustavi.

Poladi-stadion är en stadium i Rustavi, Georgien. Stadion används mest för fotbollsmatcher, och är hemmaplan för Rustaviklubben FC Olimpi Rustavi. Stadion har en kapacitet på 7 300 åskådare.